# 比婆郡
比婆郡（ひばぐん）は、広島県のかつての郡。

## 郡域
1898年（明治31年）に行政区画として発足した当時の郡域は、下記の区域にあたる。
- 庄原市の大部分（東城町新免・東城町三坂・総領町各町を除く）
- 島根県仁多郡奥出雲町の一部（八川字三井野）

## 歴史
- 明治31年（1898年）10月1日 - 郡制の施行のため、奴可郡・三上郡・恵蘇郡の区域をもって発足。三上郡庄原村が町制施行して比婆郡庄原町となる。以下の町村が所属。特記以外は全域が現・庄原市。（3町18村）
  - 旧・奴可郡（2町7村） - 西城町、美古登村（現・庄原市）、八鉾村（現・庄原市、島根県仁多郡奥出雲町）、小奴可村、八幡村、田森村、東城町、久代村、帝釈村（現・庄原市）
  - 旧・三上郡（1町4村） - 庄原町、高村、本村、峰田村、敷信村
  - 旧・恵蘇郡（7村） - 山内東村、山内西村、口南村、口北村、高野山村、比和村、山内北村
- 明治32年（1899年）7月1日 - 郡制を施行。郡役所が庄原町に設置。
- 明治35年（1902年）6月20日 - 高野山村が分割し、一部（中門田・奥門田・下門田・岡大内・高暮・上里原）に下高野山村が、残部（新市・上湯川・下湯川・和南原・南）に上高野山村がそれぞれ発足。（3町19村）
- 大正12年（1923年）4月1日 - 郡会が廃止。郡役所は存続。
- 大正15年（1926年）7月1日 - 郡役所が廃止。以降は地域区分名称となる。
- 昭和8年（1933年）4月1日 - 比和村が町制施行して比和町となる。（4町18村）
- 昭和17年（1942年）2月11日（4町16村）
  - 本村・峰田村が合併して本田村が発足。
  - 西城町・美古登村が合併し、改めて西城町が発足。
- 昭和28年（1953年）12月1日 - 八鉾村の一部（油木の一部[1]）が島根県仁多郡八川村に編入（越境合併）[2]。
- 昭和29年（1954年）3月31日（4町9村）
  - 西城町・八鉾村が合併し、改めて西城町が発足。
  - 庄原町・高村・本田村・敷信村・山内東村・山内西村・山内北村が合併して庄原市が発足し、郡より離脱。
- 昭和30年（1955年）
  - 1月1日 - 上高野山村・下高野山村が合併して高野町が発足。（4町7村）
  - 4月1日（4町1村）
    - 口南村・口北村が合併して口和村が発足。
    - 小奴可村・八幡村・田森村・東城町・久代村・帝釈村および神石郡新坂村の一部（新免・三坂の各一部）が合併し、改めて東城町が発足。
- 昭和35年（1960年）4月1日 - 口和村が町制施行して口和町となる。（5町）
- 平成17年（2005年）3月31日 - 西城町・東城町・口和町・高野町・比和町が庄原市・甲奴郡総領町と合併し、改めて庄原市が発足。同日比婆郡消滅。

### 変遷表
| 旧 郡    | 明治以前 | 明治以前   | 明治初年 - 明治22年 | 明治22年 4月1日 町村制施行 | 明治22年 - 大正15年         | 昭和元年 - 昭和20年       | 昭和21年 - 昭和30年                       | 昭和31年 - 昭和64年                | 昭和31年 - 昭和64年         | 平成元年 - 現在                      | 現在                   |
| -------- | -------- | ---------- | ------------------- | -------------------------- | --------------------------- | ------------------------- | ----------------------------------------- | ---------------------------------- | --------------------------- | ------------------------------------ | ---------------------- |
| 三 上 郡 | 庄原村   | 庄原村     | 庄原村              | 庄原村                     | 明治29年10月 町制 庄原町    | 庄原町                    | 昭和29年3月31日 庄原市                    | 庄原市                             | 庄原市                      | 平成17年3月31日 庄原市               | 庄原市                 |
| 三 上 郡 | 川手村   | 川手村     | 川手村              | 庄原村                     | 明治29年10月 町制 庄原町    | 庄原町                    | 昭和29年3月31日 庄原市                    | 庄原市                             | 庄原市                      | 平成17年3月31日 庄原市               | 庄原市                 |
| 三 上 郡 | 宮内村   | 宮内村     | 宮内村              | 庄原村                     | 明治29年10月 町制 庄原町    | 庄原町                    | 昭和29年3月31日 庄原市                    | 庄原市                             | 庄原市                      | 平成17年3月31日 庄原市               | 庄原市                 |
| 三 上 郡 | 永末村   | 永末村     | 永末村              | 庄原村                     | 明治29年10月 町制 庄原町    | 庄原町                    | 昭和29年3月31日 庄原市                    | 庄原市                             | 庄原市                      | 平成17年3月31日 庄原市               | 庄原市                 |
| 三 上 郡 | 板橋村   | 板橋村     | 板橋村              | 敷信村                     | 敷信村                      | 敷信村                    | 昭和29年3月31日 庄原市                    | 庄原市                             | 庄原市                      | 平成17年3月31日 庄原市               | 庄原市                 |
| 三 上 郡 | 新庄村   | 新庄村     | 新庄村              | 敷信村                     | 敷信村                      | 敷信村                    | 昭和29年3月31日 庄原市                    | 庄原市                             | 庄原市                      | 平成17年3月31日 庄原市               | 庄原市                 |
| 三 上 郡 | 是松村   | 是松村     | 是松村              | 敷信村                     | 敷信村                      | 敷信村                    | 昭和29年3月31日 庄原市                    | 庄原市                             | 庄原市                      | 平成17年3月31日 庄原市               | 庄原市                 |
| 三 上 郡 | 実留村   | 実留村     | 実留村              | 敷信村                     | 敷信村                      | 敷信村                    | 昭和29年3月31日 庄原市                    | 庄原市                             | 庄原市                      | 平成17年3月31日 庄原市               | 庄原市                 |
| 三 上 郡 | 一木村   | 一木村     | 一木村              | 敷信村                     | 敷信村                      | 敷信村                    | 昭和29年3月31日 庄原市                    | 庄原市                             | 庄原市                      | 平成17年3月31日 庄原市               | 庄原市                 |
| 三 上 郡 | 高門村   | 高門村     | 高門村              | 敷信村                     | 敷信村                      | 敷信村                    | 昭和29年3月31日 庄原市                    | 庄原市                             | 庄原市                      | 平成17年3月31日 庄原市               | 庄原市                 |
| 三 上 郡 | 高村     | 高村       | 高村                | 高村                       | 高村                        | 高村                      | 昭和29年3月31日 庄原市                    | 庄原市                             | 庄原市                      | 平成17年3月31日 庄原市               | 庄原市                 |
| 三 上 郡 | 川西村   | 川西村     | 川西村              | 高村                       | 高村                        | 高村                      | 昭和29年3月31日 庄原市                    | 庄原市                             | 庄原市                      | 平成17年3月31日 庄原市               | 庄原市                 |
| 三 上 郡 | 小用村   | 小用村     | 小用村              | 高村                       | 高村                        | 高村                      | 昭和29年3月31日 庄原市                    | 庄原市                             | 庄原市                      | 平成17年3月31日 庄原市               | 庄原市                 |
| 三 上 郡 | 大久保村 | 大久保村   | 大久保村            | 高村                       | 高村                        | 高村                      | 昭和29年3月31日 庄原市                    | 庄原市                             | 庄原市                      | 平成17年3月31日 庄原市               | 庄原市                 |
| 三 上 郡 | 本村     | 本村       | 本村                | 本村                       | 本村                        | 昭和17年2月11日 本田村    | 昭和29年3月31日 庄原市                    | 庄原市                             | 庄原市                      | 平成17年3月31日 庄原市               | 庄原市                 |
| 三 上 郡 | 上谷村   | 上谷村     | 上谷村              | 本村                       | 本村                        | 昭和17年2月11日 本田村    | 昭和29年3月31日 庄原市                    | 庄原市                             | 庄原市                      | 平成17年3月31日 庄原市               | 庄原市                 |
| 三 上 郡 | 峰村     | 峰村       | 峰村                | 峰田村                     | 峰田村                      | 昭和17年2月11日 本田村    | 昭和29年3月31日 庄原市                    | 庄原市                             | 庄原市                      | 平成17年3月31日 庄原市               | 庄原市                 |
| 三 上 郡 | 春田村   | 春田村     | 春田村              | 峰田村                     | 峰田村                      | 昭和17年2月11日 本田村    | 昭和29年3月31日 庄原市                    | 庄原市                             | 庄原市                      | 平成17年3月31日 庄原市               | 庄原市                 |
| 恵 蘇 郡 | 川北村   | 川北村     | 川北村              | 山内北村                   | 山内北村                    | 山内北村                  | 昭和29年3月31日 庄原市                    | 庄原市                             | 庄原市                      | 平成17年3月31日 庄原市               | 庄原市                 |
| 恵 蘇 郡 | 濁川村   | 濁川村     | 濁川村              | 山内北村                   | 山内北村                    | 山内北村                  | 昭和29年3月31日 庄原市                    | 庄原市                             | 庄原市                      | 平成17年3月31日 庄原市               | 庄原市                 |
| 恵 蘇 郡 | 門田村   | 門田村     | 門田村              | 山内北村                   | 山内北村                    | 山内北村                  | 昭和29年3月31日 庄原市                    | 庄原市                             | 庄原市                      | 平成17年3月31日 庄原市               | 庄原市                 |
| 恵 蘇 郡 | 殿垣内村 | 殿垣内村   | 殿垣内村            | 山内西村                   | 山内西村                    | 山内西村                  | 昭和29年3月31日 庄原市                    | 庄原市                             | 庄原市                      | 平成17年3月31日 庄原市               | 庄原市                 |
| 恵 蘇 郡 | 水越村   | 水越村     | 水越村              | 山内西村                   | 山内西村                    | 山内西村                  | 昭和29年3月31日 庄原市                    | 庄原市                             | 庄原市                      | 平成17年3月31日 庄原市               | 庄原市                 |
| 恵 蘇 郡 | 本郷村   | 本郷村     | 本郷村              | 山内西村                   | 山内西村                    | 山内西村                  | 昭和29年3月31日 庄原市                    | 庄原市                             | 庄原市                      | 平成17年3月31日 庄原市               | 庄原市                 |
| 恵 蘇 郡 | 高茂村   | 高茂村     | 高茂村              | 山内西村                   | 山内西村                    | 山内西村                  | 昭和29年3月31日 庄原市                    | 庄原市                             | 庄原市                      | 平成17年3月31日 庄原市               | 庄原市                 |
| 恵 蘇 郡 | 尾引村   | 尾引村     | 尾引村              | 山内西村                   | 山内西村                    | 山内西村                  | 昭和29年3月31日 庄原市                    | 庄原市                             | 庄原市                      | 平成17年3月31日 庄原市               | 庄原市                 |
| 恵 蘇 郡 | 木戸村   | 木戸村     | 木戸村              | 山内西村                   | 山内西村                    | 山内西村                  | 昭和29年3月31日 庄原市                    | 庄原市                             | 庄原市                      | 平成17年3月31日 庄原市               | 庄原市                 |
| 恵 蘇 郡 | 上村     | 上村       | 上村                | 山内西村                   | 山内西村                    | 山内西村                  | 昭和29年3月31日 庄原市                    | 庄原市                             | 庄原市                      | 平成17年3月31日 庄原市               | 庄原市                 |
| 恵 蘇 郡 | 下村     | 下村       | 下村                | 山内西村                   | 山内西村                    | 山内西村                  | 昭和29年3月31日 庄原市                    | 庄原市                             | 庄原市                      | 平成17年3月31日 庄原市               | 庄原市                 |
| 恵 蘇 郡 | 三日市村 | 三日市村   | 三日市村            | 山内東村                   | 山内東村                    | 山内東村                  | 昭和29年3月31日 庄原市                    | 庄原市                             | 庄原市                      | 平成17年3月31日 庄原市               | 庄原市                 |
| 恵 蘇 郡 | 上原村   | 上原村     | 上原村              | 山内東村                   | 山内東村                    | 山内東村                  | 昭和29年3月31日 庄原市                    | 庄原市                             | 庄原市                      | 平成17年3月31日 庄原市               | 庄原市                 |
| 恵 蘇 郡 | 下原村   | 下原村     | 下原村              | 山内東村                   | 山内東村                    | 山内東村                  | 昭和29年3月31日 庄原市                    | 庄原市                             | 庄原市                      | 平成17年3月31日 庄原市               | 庄原市                 |
| 恵 蘇 郡 | 戸郷村   | 戸郷村     | 戸郷村              | 山内東村                   | 山内東村                    | 山内東村                  | 昭和29年3月31日 庄原市                    | 庄原市                             | 庄原市                      | 平成17年3月31日 庄原市               | 庄原市                 |
| 恵 蘇 郡 | 田原村   | 田原村     | 田原村              | 山内東村                   | 山内東村                    | 山内東村                  | 昭和29年3月31日 庄原市                    | 庄原市                             | 庄原市                      | 平成17年3月31日 庄原市               | 庄原市                 |
| 恵 蘇 郡 | 市村     | 市村       | 市村                | 山内東村                   | 山内東村                    | 山内東村                  | 昭和29年3月31日 庄原市                    | 庄原市                             | 庄原市                      | 平成17年3月31日 庄原市               | 庄原市                 |
| 恵 蘇 郡 | 比和村   | 比和村     | 比和村              | 比和村                     | 比和村                      | 昭和8年4月1日 町制 比和町 | 比和町                                    | 比和町                             | 比和町                      | 平成17年3月31日 庄原市               | 庄原市                 |
| 恵 蘇 郡 | 森脇村   | 森脇村     | 森脇村              | 比和村                     | 比和村                      | 昭和8年4月1日 町制 比和町 | 比和町                                    | 比和町                             | 比和町                      | 平成17年3月31日 庄原市               | 庄原市                 |
| 恵 蘇 郡 | 木屋原村 | 木屋原村   | 明治11年 木屋原村   | 比和村                     | 比和村                      | 昭和8年4月1日 町制 比和町 | 比和町                                    | 比和町                             | 比和町                      | 平成17年3月31日 庄原市               | 庄原市                 |
| 恵 蘇 郡 | 元常谷   |            | 明治11年 木屋原村   | 比和村                     | 比和村                      | 昭和8年4月1日 町制 比和町 | 比和町                                    | 比和町                             | 比和町                      | 平成17年3月31日 庄原市               | 庄原市                 |
| 恵 蘇 郡 | 古頃村   | 古頃村     | 古頃村              | 比和村                     | 比和村                      | 昭和8年4月1日 町制 比和町 | 比和町                                    | 比和町                             | 比和町                      | 平成17年3月31日 庄原市               | 庄原市                 |
| 恵 蘇 郡 | 三河内村 | 三河内村   | 三河内村            | 比和村                     | 比和村                      | 昭和8年4月1日 町制 比和町 | 比和町                                    | 比和町                             | 比和町                      | 平成17年3月31日 庄原市               | 庄原市                 |
| 恵 蘇 郡 | 新市村   | 新市村     | 新市村              | 高野山村                   | 明治33年6月20日 上高野山村  | 上高野山村                | 昭和30年1月1日 高野町                     | 高野町                             | 高野町                      | 平成17年3月31日 庄原市               | 庄原市                 |
| 恵 蘇 郡 | 上湯川村 | 上湯川村   | 上湯川村            | 高野山村                   | 明治33年6月20日 上高野山村  | 上高野山村                | 昭和30年1月1日 高野町                     | 高野町                             | 高野町                      | 平成17年3月31日 庄原市               | 庄原市                 |
| 恵 蘇 郡 | 下湯川村 | 下湯川村   | 下湯川村            | 高野山村                   | 明治33年6月20日 上高野山村  | 上高野山村                | 昭和30年1月1日 高野町                     | 高野町                             | 高野町                      | 平成17年3月31日 庄原市               | 庄原市                 |
| 恵 蘇 郡 | 和南原村 | 和南原村   | 和南原村            | 高野山村                   | 明治33年6月20日 上高野山村  | 上高野山村                | 昭和30年1月1日 高野町                     | 高野町                             | 高野町                      | 平成17年3月31日 庄原市               | 庄原市                 |
| 恵 蘇 郡 | 南村     | 南村       | 南村                | 高野山村                   | 明治33年6月20日 上高野山村  | 上高野山村                | 昭和30年1月1日 高野町                     | 高野町                             | 高野町                      | 平成17年3月31日 庄原市               | 庄原市                 |
| 恵 蘇 郡 | 中門田村 | 中門田村   | 中門田村            | 高野山村                   | 明治33年6月20日 下高野山村  | 下高野山村                | 昭和30年1月1日 高野町                     | 高野町                             | 高野町                      | 平成17年3月31日 庄原市               | 庄原市                 |
| 恵 蘇 郡 | 奥門田村 | 奥門田村   | 奥門田村            | 高野山村                   | 明治33年6月20日 下高野山村  | 下高野山村                | 昭和30年1月1日 高野町                     | 高野町                             | 高野町                      | 平成17年3月31日 庄原市               | 庄原市                 |
| 恵 蘇 郡 | 下門田村 | 下門田村   | 下門田村            | 高野山村                   | 明治33年6月20日 下高野山村  | 下高野山村                | 昭和30年1月1日 高野町                     | 高野町                             | 高野町                      | 平成17年3月31日 庄原市               | 庄原市                 |
| 恵 蘇 郡 | 岡大内村 | 岡大内村   | 岡大内村            | 高野山村                   | 明治33年6月20日 下高野山村  | 下高野山村                | 昭和30年1月1日 高野町                     | 高野町                             | 高野町                      | 平成17年3月31日 庄原市               | 庄原市                 |
| 恵 蘇 郡 | 高暮村   | 高暮村     | 高暮村              | 高野山村                   | 明治33年6月20日 下高野山村  | 下高野山村                | 昭和30年1月1日 高野町                     | 高野町                             | 高野町                      | 平成17年3月31日 庄原市               | 庄原市                 |
| 恵 蘇 郡 | 上里原村 | 上里原村   | 上里原村            | 高野山村                   | 明治33年6月20日 下高野山村  | 下高野山村                | 昭和30年1月1日 高野町                     | 高野町                             | 高野町                      | 平成17年3月31日 庄原市               | 庄原市                 |
| 恵 蘇 郡 | 向泉村   | 向泉村     | 向泉村              | 口北村                     | 口北村                      | 口北村                    | 昭和30年4月1日 口和村                     | 口和村                             | 昭和35年4月1日 町制 口和町  | 平成17年3月31日 庄原市               | 庄原市                 |
| 恵 蘇 郡 | 大月村   | 大月村     | 大月村              | 口北村                     | 口北村                      | 口北村                    | 昭和30年4月1日 口和村                     | 口和村                             | 昭和35年4月1日 町制 口和町  | 平成17年3月31日 庄原市               | 庄原市                 |
| 恵 蘇 郡 | 竹地谷村 | 竹地谷村   | 竹地谷村            | 口北村                     | 口北村                      | 口北村                    | 昭和30年4月1日 口和村                     | 口和村                             | 昭和35年4月1日 町制 口和町  | 平成17年3月31日 庄原市               | 庄原市                 |
| 恵 蘇 郡 | 宮内村   | 宮内村     | 宮内村              | 口北村                     | 口北村                      | 口北村                    | 昭和30年4月1日 口和村                     | 口和村                             | 昭和35年4月1日 町制 口和町  | 平成17年3月31日 庄原市               | 庄原市                 |
| 恵 蘇 郡 | 永田村   | 永田村     | 永田村              | 口南村                     | 口南村                      | 口南村                    | 昭和30年4月1日 口和村                     | 口和村                             | 昭和35年4月1日 町制 口和町  | 平成17年3月31日 庄原市               | 庄原市                 |
| 恵 蘇 郡 | 金田村   | 金田村     | 金田村              | 口南村                     | 口南村                      | 口南村                    | 昭和30年4月1日 口和村                     | 口和村                             | 昭和35年4月1日 町制 口和町  | 平成17年3月31日 庄原市               | 庄原市                 |
| 恵 蘇 郡 | 常定村   | 常定村     | 常定村              | 口南村                     | 口南村                      | 口南村                    | 昭和30年4月1日 口和村                     | 口和村                             | 昭和35年4月1日 町制 口和町  | 平成17年3月31日 庄原市               | 庄原市                 |
| 恵 蘇 郡 | 湯木村   | 湯木村     | 湯木村              | 口南村                     | 口南村                      | 口南村                    | 昭和30年4月1日 口和村                     | 口和村                             | 昭和35年4月1日 町制 口和町  | 平成17年3月31日 庄原市               | 庄原市                 |
| 神 石 郡 | 新免村   | 一部       | 新免村              | 新坂村                     | 新坂村                      | 新坂村                    | 昭和30年4月1日 東城町                     | 東城町                             | 東城町                      | 平成17年3月31日 庄原市               | 庄原市                 |
| 神 石 郡 | 三坂村   | 一部       | 三坂村              | 新坂村                     | 新坂村                      | 新坂村                    | 昭和30年4月1日 東城町                     | 東城町                             | 東城町                      | 平成17年3月31日 庄原市               | 庄原市                 |
| 奴 可 郡 | 東城町   | 東城町     | 東城町              | 東城村                     | 明治29年2月10日 町制 東城町 | 東城町                    | 昭和30年4月1日 東城町                     | 東城町                             | 東城町                      | 平成17年3月31日 庄原市               | 庄原市                 |
| 奴 可 郡 | 川西村   | 川西村     | 川西村              | 東城村                     | 明治29年2月10日 町制 東城町 | 東城町                    | 昭和30年4月1日 東城町                     | 東城町                             | 東城町                      | 平成17年3月31日 庄原市               | 庄原市                 |
| 奴 可 郡 | 川東村   | 川東村     | 川東村              | 東城村                     | 明治29年2月10日 町制 東城町 | 東城町                    | 昭和30年4月1日 東城町                     | 東城町                             | 東城町                      | 平成17年3月31日 庄原市               | 庄原市                 |
| 奴 可 郡 | 福代村   | 福代村     | 福代村              | 東城村                     | 明治29年2月10日 町制 東城町 | 東城町                    | 昭和30年4月1日 東城町                     | 東城町                             | 東城町                      | 平成17年3月31日 庄原市               | 庄原市                 |
| 奴 可 郡 | 戸宇村   | 戸宇村     | 戸宇村              | 東城村                     | 明治29年2月10日 町制 東城町 | 東城町                    | 昭和30年4月1日 東城町                     | 東城町                             | 東城町                      | 平成17年3月31日 庄原市               | 庄原市                 |
| 奴 可 郡 | 小奴可村 | 小奴可村   | 小奴可村            | 小奴可村                   | 小奴可村                    | 小奴可村                  | 昭和30年4月1日 東城町                     | 東城町                             | 東城町                      | 平成17年3月31日 庄原市               | 庄原市                 |
| 奴 可 郡 | 加谷村   | 加谷村     | 加谷村              | 小奴可村                   | 小奴可村                    | 小奴可村                  | 昭和30年4月1日 東城町                     | 東城町                             | 東城町                      | 平成17年3月31日 庄原市               | 庄原市                 |
| 奴 可 郡 | 内堀村   | 内堀村     | 明治15年 内堀村     | 小奴可村                   | 小奴可村                    | 小奴可村                  | 昭和30年4月1日 東城町                     | 東城町                             | 東城町                      | 平成17年3月31日 庄原市               | 庄原市                 |
| 奴 可 郡 | 塩原村   |            | 明治15年 内堀村     | 小奴可村                   | 小奴可村                    | 小奴可村                  | 昭和30年4月1日 東城町                     | 東城町                             | 東城町                      | 平成17年3月31日 庄原市               | 庄原市                 |
| 奴 可 郡 | 上千鳥村 | 上千鳥村   | 明治15年 上千鳥村   | 小奴可村                   | 小奴可村                    | 小奴可村                  | 昭和30年4月1日 東城町                     | 東城町                             | 東城町                      | 平成17年3月31日 庄原市               | 庄原市                 |
| 奴 可 郡 | 下千鳥村 |            | 明治15年 上千鳥村   | 小奴可村                   | 小奴可村                    | 小奴可村                  | 昭和30年4月1日 東城町                     | 東城町                             | 東城町                      | 平成17年3月31日 庄原市               | 庄原市                 |
| 奴 可 郡 | 小串村   | 小串村     | 小串村              | 小奴可村                   | 小奴可村                    | 小奴可村                  | 昭和30年4月1日 東城町                     | 東城町                             | 東城町                      | 平成17年3月31日 庄原市               | 庄原市                 |
| 奴 可 郡 | 久代村   | 久代村     | 久代村              | 久代村                     | 久代村                      | 久代村                    | 昭和30年4月1日 東城町                     | 東城町                             | 東城町                      | 平成17年3月31日 庄原市               | 庄原市                 |
| 奴 可 郡 | 未渡村   | 未渡村     | 未渡村              | 帝釈村                     | 帝釈村                      | 帝釈村                    | 昭和30年4月1日 東城町                     | 東城町                             | 東城町                      | 平成17年3月31日 庄原市               | 庄原市                 |
| 奴 可 郡 | 始終村   | 始終村     | 始終村              | 帝釈村                     | 帝釈村                      | 帝釈村                    | 昭和30年4月1日 東城町                     | 東城町                             | 東城町                      | 平成17年3月31日 庄原市               | 庄原市                 |
| 奴 可 郡 | 山中村   | 山中村     | 山中村              | 帝釈村                     | 帝釈村                      | 帝釈村                    | 昭和30年4月1日 東城町                     | 東城町                             | 東城町                      | 平成17年3月31日 庄原市               | 庄原市                 |
| 奴 可 郡 | 宇山村   | 宇山村     | 宇山村              | 帝釈村                     | 帝釈村                      | 帝釈村                    | 昭和30年4月1日 東城町                     | 東城町                             | 東城町                      | 平成17年3月31日 庄原市               | 庄原市                 |
| 奴 可 郡 | 粟田村   | 粟田村     | 明治15年 粟田村     | 田森村                     | 田森村                      | 田森村                    | 昭和30年4月1日 東城町                     | 東城町                             | 東城町                      | 平成17年3月31日 庄原市               | 庄原市                 |
| 奴 可 郡 | 森脇村   |            | 明治15年 粟田村     | 田森村                     | 田森村                      | 田森村                    | 昭和30年4月1日 東城町                     | 東城町                             | 東城町                      | 平成17年3月31日 庄原市               | 庄原市                 |
| 奴 可 郡 | 竹森村   | 竹森村     | 竹森村              | 田森村                     | 田森村                      | 田森村                    | 昭和30年4月1日 東城町                     | 東城町                             | 東城町                      | 平成17年3月31日 庄原市               | 庄原市                 |
| 奴 可 郡 | 川鳥村   | 川鳥村     | 川鳥村              | 八幡村                     | 八幡村                      | 八幡村                    | 昭和30年4月1日 東城町                     | 東城町                             | 東城町                      | 平成17年3月31日 庄原市               | 庄原市                 |
| 奴 可 郡 | 安田村   | 安田村     | 安田村              | 八幡村                     | 八幡村                      | 八幡村                    | 昭和30年4月1日 東城町                     | 東城町                             | 東城町                      | 平成17年3月31日 庄原市               | 庄原市                 |
| 奴 可 郡 | 森村     | 森村       | 明治15年 森村       | 八幡村                     | 八幡村                      | 八幡村                    | 昭和30年4月1日 東城町                     | 東城町                             | 東城町                      | 平成17年3月31日 庄原市               | 庄原市                 |
| 奴 可 郡 | 田殿村   |            | 明治15年 森村       | 八幡村                     | 八幡村                      | 八幡村                    | 昭和30年4月1日 東城町                     | 東城町                             | 東城町                      | 平成17年3月31日 庄原市               | 庄原市                 |
| 奴 可 郡 | 田黒村   | 田黒村     | 田黒村              | 八幡村                     | 八幡村                      | 八幡村                    | 昭和30年4月1日 東城町                     | 東城町                             | 東城町                      | 平成17年3月31日 庄原市               | 庄原市                 |
| 奴 可 郡 | 菅村     | 菅村       | 菅村                | 八幡村                     | 八幡村                      | 八幡村                    | 昭和30年4月1日 東城町                     | 東城町                             | 東城町                      | 平成17年3月31日 庄原市               | 庄原市                 |
| 奴 可 郡 | 請原村   | 請原村     | 請原村              | 八幡村                     | 八幡村                      | 八幡村                    | 昭和30年4月1日 東城町                     | 東城町                             | 東城町                      | 平成17年3月31日 庄原市               | 庄原市                 |
| 奴 可 郡 | 西城町   | 西城町     | 西城町              | 西城村                     | 明治29年2月10日 町制 西城町 | 昭和17年2月11日 西城町    | 昭和29年3月31日 西城町                    | 西城町                             | 西城町                      | 平成17年3月31日 庄原市               | 庄原市                 |
| 奴 可 郡 | 栗村     | 栗村       | 栗村                | 西城村                     | 明治29年2月10日 町制 西城町 | 昭和17年2月11日 西城町    | 昭和29年3月31日 西城町                    | 西城町                             | 西城町                      | 平成17年3月31日 庄原市               | 庄原市                 |
| 奴 可 郡 | 平子村   | 平子村     | 平子村              | 西城村                     | 明治29年2月10日 町制 西城町 | 昭和17年2月11日 西城町    | 昭和29年3月31日 西城町                    | 西城町                             | 西城町                      | 平成17年3月31日 庄原市               | 庄原市                 |
| 奴 可 郡 | 大佐村   | 大佐村     | 大佐村              | 西城村                     | 明治29年2月10日 町制 西城町 | 昭和17年2月11日 西城町    | 昭和29年3月31日 西城町                    | 西城町                             | 西城町                      | 平成17年3月31日 庄原市               | 庄原市                 |
| 奴 可 郡 | 入江村   | 一部を除く | 入江村              | 西城村                     | 明治29年2月10日 町制 西城町 | 昭和17年2月11日 西城町    | 昭和29年3月31日 西城町                    | 西城町                             | 西城町                      | 平成17年3月31日 庄原市               | 庄原市                 |
| 奴 可 郡 | 入江村   | 一部       | 明治9年 熊野村      | 美古登村                   | 美古登村                    | 昭和17年2月11日 西城町    | 昭和29年3月31日 西城町                    | 西城町                             | 西城町                      | 平成17年3月31日 庄原市               | 庄原市                 |
| 奴 可 郡 | 中野村   | 中野村     | 中野村              | 美古登村                   | 美古登村                    | 昭和17年2月11日 西城町    | 昭和29年3月31日 西城町                    | 西城町                             | 西城町                      | 平成17年3月31日 庄原市               | 庄原市                 |
| 奴 可 郡 | 八鳥村   | 八鳥村     | 八鳥村              | 美古登村                   | 美古登村                    | 昭和17年2月11日 西城町    | 昭和29年3月31日 西城町                    | 西城町                             | 西城町                      | 平成17年3月31日 庄原市               | 庄原市                 |
| 奴 可 郡 | 大屋村   | 大屋村     | 大屋村              | 美古登村                   | 美古登村                    | 昭和17年2月11日 西城町    | 昭和29年3月31日 西城町                    | 西城町                             | 西城町                      | 平成17年3月31日 庄原市               | 庄原市                 |
| 奴 可 郡 | 中迫村   | 中迫村     | 中迫村              | 美古登村                   | 美古登村                    | 昭和17年2月11日 西城町    | 昭和29年3月31日 西城町                    | 西城町                             | 西城町                      | 平成17年3月31日 庄原市               | 庄原市                 |
| 奴 可 郡 | 小鳥原村 | 小鳥原村   | 小鳥原村            | 八鉾村                     | 八鉾村                      | 八鉾村                    | 昭和29年3月31日 西城町                    | 西城町                             | 西城町                      | 平成17年3月31日 庄原市               | 庄原市                 |
| 奴 可 郡 | 三坂村   | 三坂村     | 三坂村              | 八鉾村                     | 八鉾村                      | 八鉾村                    | 昭和29年3月31日 西城町                    | 西城町                             | 西城町                      | 平成17年3月31日 庄原市               | 庄原市                 |
| 奴 可 郡 | 高尾村   | 高尾村     | 高尾村              | 八鉾村                     | 八鉾村                      | 八鉾村                    | 昭和29年3月31日 西城町                    | 西城町                             | 西城町                      | 平成17年3月31日 庄原市               | 庄原市                 |
| 奴 可 郡 | 油木村   | 一部を除く | 油木村              | 八鉾村                     | 八鉾村                      | 八鉾村                    | 昭和29年3月31日 西城町                    | 西城町                             | 西城町                      | 平成17年3月31日 庄原市               | 庄原市                 |
| 奴 可 郡 | 油木村   | 一部       | 油木村              | 八鉾村                     | 八鉾村                      | 八鉾村                    | 昭和28年12月1日 島根県仁多郡 八川村に編入 | 昭和32年9月20日 島根県仁多郡斐上町 | 昭和33年11月1日 改称 横田町 | 平成17年3月31日 島根県仁多郡奥出雲町 | 島根県 仁多郡 奥出雲町 |

## 行政
歴代郡長
| 代 | 氏名 | 就任年月日               | 退任年月日                | 備考                   |
| -- | ---- | ------------------------ | ------------------------- | ---------------------- |
| 1  |      | 明治32年（1899年）7月1日 |                           |                        |
|    |      |                          | 大正15年（1926年）6月30日 | 郡役所廃止により、廃官 |